# Helius (Helius) aciferus
Helius (Helius) aciferus is een tweevleugelige uit de familie steltmuggen (Limoniidae). De soort komt voor in het Oriëntaals gebied.